# Thomas Mace
Thomas Mace (vers 1613-1709) est un chanteur, luthiste, compositeur et musicologue anglais.
Pendant sa jeunesse, il a été chanteur au Trinity College de Cambridge. Il vécut ensuite à York avant de retourner à Cambridge. 
Plus tard encore il s'installa à Londres ou il publia, en 1676, son ouvrage Musick's Monument. Ce traité comprend trois parties : la première est sur la musique religieuse, la seconde sur le luth, la troisième sur la viole et la musique en général. 
On ne connaît de lui que quelques pièces de luth et un anthem (antienne). 